# أنو كابور
أنو كابور هو ممثل هندي، ولد في 20 فبراير 1956 في الهند. من الجوائز التي نالها جوائز فيلم فير.

## جوائز
- جوائز فيلم فير

## وصلات خارجية
- أنو كابور على موقع IMDb (الإنجليزية)
- أنو كابور على موقع قاعدة بيانات الأفلام العربية
- أنو كابور على موقع ألو سيني (الفرنسية)
- أنو كابور على موقع أول موفي (الإنجليزية)
- أنو كابور على موقع قاعدة بيانات الفيلم (الإنجليزية)
- أنو كابور على موقع كينوبويسك (الروسية)